# Sẻ đất Châu Âu
Sẻ đất châu Âu, tên khoa học Emberiza hortulana, là một loài chim trong họ Emberizidae.
Loài chim này dài khoảng 16 cm và cân nặng 20–25 gram. Loài này làm tổ trên mặt đất hoặc gần mặt đất. Chúng ăn hạt nhưng cũng ăn bọ cánh cứng và côn trùng khi đang nuôi chim non.

## Ẩm thực
Loài chim này được chế biến thành một món ăn được xem là sang trọng trong ẩm thực Pháp. Vào mùa di cư khi chim bay về châu Phi, những người thợ săn đặt nhiều bẫy trên các cánh đồng bắt loài chim này. Chúng bị nuôi nhốt trong những chiếc lồng chật ních để hạn chế tối đa vận động. Chúng được vỗ béo liên tục bằng cách nhồi nhét các loại thức ăn như hạt kê, nho khô và quả sung cho đến khi chúng to béo gấp đôi kích cỡ của chúng. Hoàng đế La Mã còn cho kẹp mù mắt con chim làm chúng tưởng là ban đêm, vì thế sẽ ăn nhiều hơn.
Sau khi đã được vỗ béo đủ ngày tháng và đạt số cân nặng theo yêu cầu, những con chim sẽ bị dìm ngập chim trong rượu Armagnac để chúng chết từ từ. Quá trình này khiến cho những thớ thịt chim ngấm dần vị ngọt của rượu và lớp da chuyển sang màu vàng ô liu. Cuối cùng, đầu bếp chỉ cần thêm một chút gia vị và tiến hành nướng trong vòng 6 - 8 phút là món ăn hoàn thành. Người ăn nguyên con cả xương.
Người ăn trùm khăn trắng trùm đầu để tránh bị Chúa nhìn thấy để che giấu sự xấu hổ khi có hành vi đáng hổ thẹn. Một số lại cho rằng người ăn trùm khăn để che giấu việc người ta nhổ xương chim ra
Việc trùm khăn khi ăn bắt đầu bởi một linh mục, một người bạn của Jean Anthelme Brillat-Savarin.

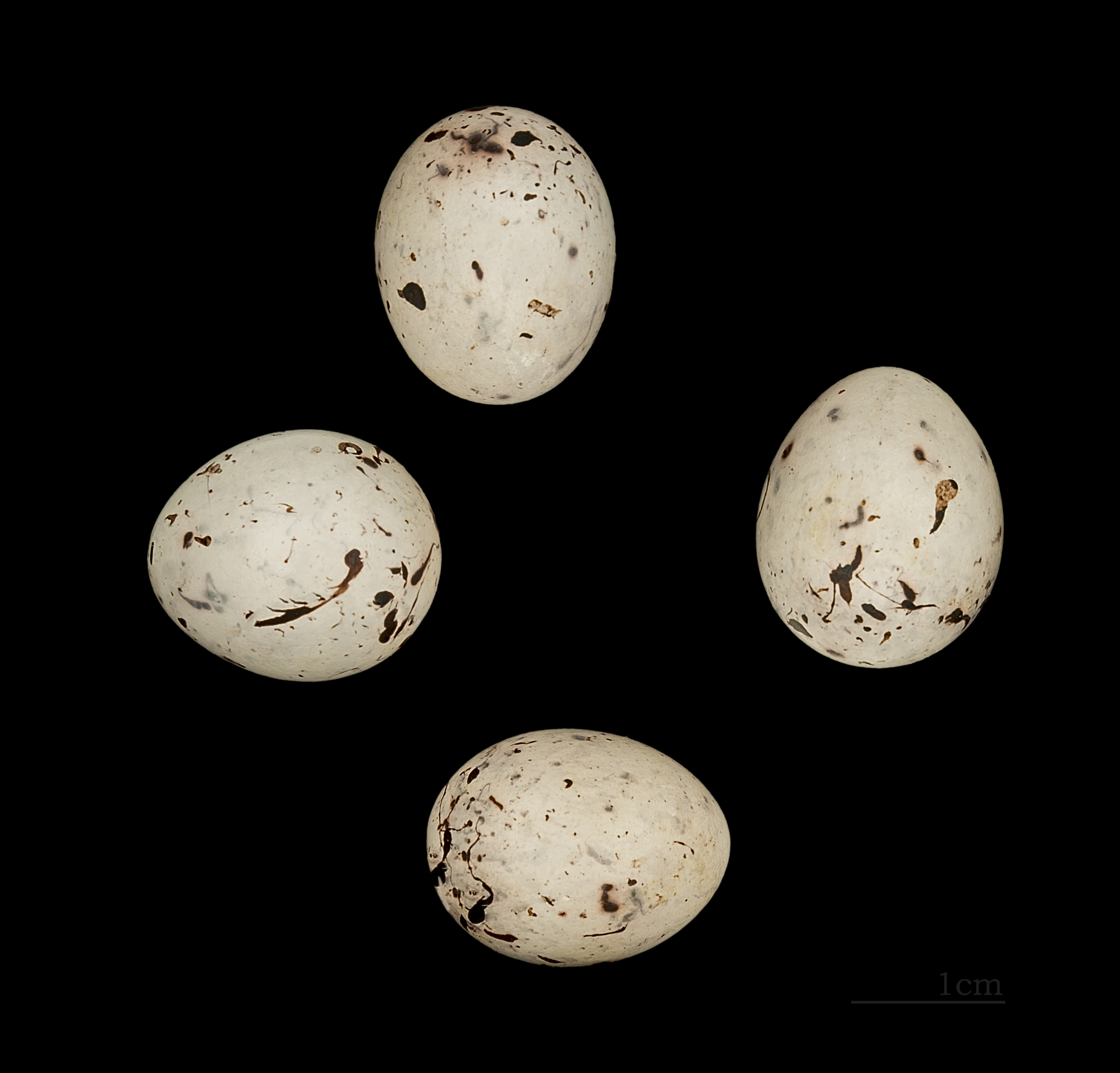
Trứng chim Emberiza Hortulano